# Шпак Микола Олексійович
Шпак Микола Олексійович (1942, м. Херсон — 2003, м. Херсон) — український диригент, Заслужений діяч мистецтв України.
Народився Микола Шпак у 1942 році, у Херсоні, на день святого Миколая. В 1958 р. поступив до Херсонського музичного училища по класу баяна. Там же виявився його інтерес до керування до таким складним інструментом як оркестр. З 1962 р. — студент Харківської державної консерваторії за спеціальностями: викладач по класу баяна, диригент оркестру народних інструментів, концертний виконавець. Під час навчання давав приватні уроки, працював у хорі, підробляв баяністом. Після консерваторії — рік роботи викладачем Сумського музичного училища. З перших же днів роботи узявся керувати учнівським симфонічним оркестром. Уже через півроку після початку репетицій у лютому 1968 р. оркестр виступав у Київській консерваторії, і навіть знавці були у захваті, почувши під керуванням двадцатишестилітнього диригента другу частину симфонії Шостаковича, концерт Рахманінова для фортепіано з оркестром і увертюру до балету «Творіння Прометея» Бетховена.
Щоб поглибити свою освіту, Микола вступає до Харківського державного інституту мистецтв ім. И. П. Котляревського на факультет оперно-симфонічного диригування, по класу професора Є. Дущенко. З 1968 по 1974 р. працює артистом оркестру, асистентом диригента оперної студії, диригентом Харківського академічного театру опери й балету. Спочатку диригував операми, але з'явилося прагнення піднятися на нову вершину — навчитися диригувати балетом. Пішли опера-балет «Червона Шапочка», балети «Жизель», «Лускунчик» і ін.
Після невеликого інциденту, пов'язаного з емоційністю творчої людини, Миколі Олексійовичу довелося покинути Харківський оперний театр, де що дало можливість освоїти концертний симфонічний репертуар. На той час Микола Шпак професійно грав не тільки на баяні, але й фортепіано, гітарі й ударним інструментам, тому його нерідко знімали з диригування й вручали інструмент відсутнього музиканта.
В 1978 році Обласне управління культури м. Дніпропетровська запросило його на місце диригента симфонічного оркестру в недавно відкритий Дніпропетровський театр опери й балету. В 1982 р. Микола Шпак був направлений на стажування у Большой театр СРСР під керівництвом Ю. Симонова. До кінця стажування він диригував операми «Євгеній Онєгін», «Іоланта» і балетом «Лебедине озеро». Після повернення з Москви його призначають і.о. головного диригента Дніпропетровського оперного театру.
Безцінне вміння виступати як оперний і балетний диригент дало Миколі Шпаку можливість брати участь як диригент-постановник у понад 30 спектаклях: операх «Раймонда», «Запорожець за Дунаєм», «Мадам Батерфляй», «Пікова дама», балетах «Спляча красуня», «Дон Кіхот» і ін. Утворився чудовий творчий тандем з балетмейстером Зоєю Кавац. Будучи прекрасним танцюристом, він вносив у спектаклі свої ідеї, які із задоволенням приймалися балетмейстерами. Так, балет на музику Йоганна Штрауса «Великий Вальс» був на той час єдиною постановкою в Україні й мав величезний успіх у глядачів.
Відразу ж після проголошення незалежності України, у листопаді 1991 р. Микола Шпак бере участь у створенні ансамблю українського фольклору «Славутичі». Микола Олексійович був художнім керівником і провідним баяністом колективу. З ансамблем співробітничали зірки Дніпропетровської сцени – народні артистки України Нонна Суржина й Валентина Коваленко, заслужений артист України Віктор Парубець та ін. Колектив об'їздив з гастролями Польщу, Словаччину, Ізраїль. На одній з худрад Микола Олексійович відкрито заявив, що в театрі «мало України». Потім він прочитав відповідний ситуації чотиривірш Т. Шевченко й покинув збори, ляснувши дверима. В 1992 Миколу Шпака був призначено директором Дніпропетровського музичного училища ім. Глинки. Відразу ж був створений ансамбль народної пісні в складі Н. Шпак (баян, акордеон), солісти — Н. Білий, А. Манжос, Г. Кузяєва.
Апофеозом творчості М. Шпака стала розрахована на звуковий масштаб обробка для хору, солістів і симфонічного оркестру народної пісні Реве та стогне Дніпр широкий. Глядачі, що були присутнім у квітні 2001 року в Києві на звітному концерті колективів народної творчості Дніпропетровської області, були зачаровані міццю й величним звучанням виконання начебто б давно знайомої народної пісні. У 2002 р. Микола Шпак — автор і виконавець проекту «Шедеври світової й української симфонічної танцювальної й вокальної музики». У проект входили три концерти: французької, італійської й української класичної музики. Помер 23 лютого 2003 р. після нерівної боротьби з важкою невиліковною хворобою. За кілька днів до відходу диригував балетом «Дон Кіхот», який вважав символічним завершенням своєї боротьби.